# Chiesa di San Rocco (Potenza)
La chiesa di San Rocco si trova a Potenza, nell'antico borgo di San Rocco, sorto nel passato a sud del nucleo originario del centro storico di Potenza. La chiesa si trova in un crocevia fra varie strade, fra cui l'antica via Appia. Queste strade instaurano un veloce collegamento con la periferia della città e il cimitero di Potenza.

## Nome
La chiesa di San Rocco è dedicata all'omonimo santo da sempre. Il santo è molto diffuso nel meridione d'Italia e molto venerato. Anche a Potenza, nella chiesa di San Rocco, è celebrata una festa per il santo, il 16 agosto di ogni anno.

## Storia

### Antica cappella
L'attuale edificio sorge sui resti di un'antica cappella che venne edificata fra il 1400 e il 1500. Con la costruzione della cappella si istituì anche una confraternita.
Essa venne ufficializzata con la sua istituzione solamente nel 1789, ad opera di re Ferdinando IV. Col corso dei secoli la cappella venne lasciata all'incuria e lentamente degradò sempre di più. Infine nel 1832 essa crollò totalmente, facendo nascere l'esigenza di costruire un nuovo luogo di culto.

### Chiesa di San Rocco
La confraternita diede inizio ai lavori per costruire un nuovo edificio di culto solamente nel 1860. I lavori vennero coordinati e organizzati dall'ingegnere Vincenzo Marocco.
Successivamente la chiesa venne lungamente chiusa per vari lavori di restauro dovuti anche ai vari terremoti che colpirono la Basilicata e infine, in soli due anni, grazie al sostegno economico di molti cittadini, essa venne totalmente restaurata e riaperta al culto.

## Architettura e beni artistici

### Esterno
La facciata principale dell'edificio è caratterizzata da un portale affiancato da due grosse lesene, che convergono fin al cornicione. Sopra l'architrave del portali si può invece ben notare una formella in marmo che reca l'effigie di san Rocco del 1857. Anche quest'opera, come tantissime statue e sculture presenti in tutta Potenza è opera dello scultore potentino Michele Busciolano.
Il cornicione sostiene un timpano dove si apre un oculo centrale. Invece l'architrave è sovrastato da un'apertura semi-circolare che fa penetrare all'interno dell'edificio di culto la luce. Questa tipologia di apertura si ripete varie volte sulle pareti laterali e quindi rende la chiesa di San Rocco molto luminosa.
Dall'esterno si possono ben osservare le forme e le dimensioni delle varie cappelle che si trovano internamente. 
Alla sinistra della facciata anteriore si trova anche il campanile della chiesa. Il campanile si innalza per tre livelli che terminano con una cuspide tronco-piramidale che accoglie un'antica campana ormai non più funzionante. Essa risale al 1556 ed era dedicata a san Lorenzo da Padula.
La chiesa presenta esternamente varie statue, fra cui una che raffigura san Pio da Pietrelcina.
Alla destra della facciata principale si trova un'altra statua in bronzo, fatta realizzare nel 1969 dal parroco Salvatore vigilante, che raffigura  san Rocco. Alla sinistra della statua, conservata in una piccola nicchia, si trova una stele funeraria d'origine romana, datata I secolo d.C. Altri elementi che sembrano risalire all'epoca romana sono due formelle incassate esternamente nella pietra dei due cappelloni semi-cilindrici. Una sola risulta essere leggibile e pare rappresentare una scena che ha alcune vaghe affinità con la deposizione.

### Interno
L'interno è caratterizzato dalla struttura a croce latina, con tre diverse navate.
La chiesa è ricoperta da un soffitto a calotta emisferica decorata da alcuni riquadri ottagonali al cui centro si trova un motivo floreale. Internamente abbondano gli stucchi dorati.
La chiesa ha due grosse cappelle laterali e l'abside, di uguali dimensioni. Nella cappella di destra, in un'edicola si trova una statua in legno che raffigura San Rocco del 1859, realizzata da Michele Busciolano. Qui il santo è rappresentato come un giovane vestito da pellegrino e con un bastone, che va a indicare i bubboni della peste sulla gamba sinistra.
Elemento di rilievo dei beni artistici della chiesa è anche un crocifisso ligneo del 1400.

## Galleria d'immagini

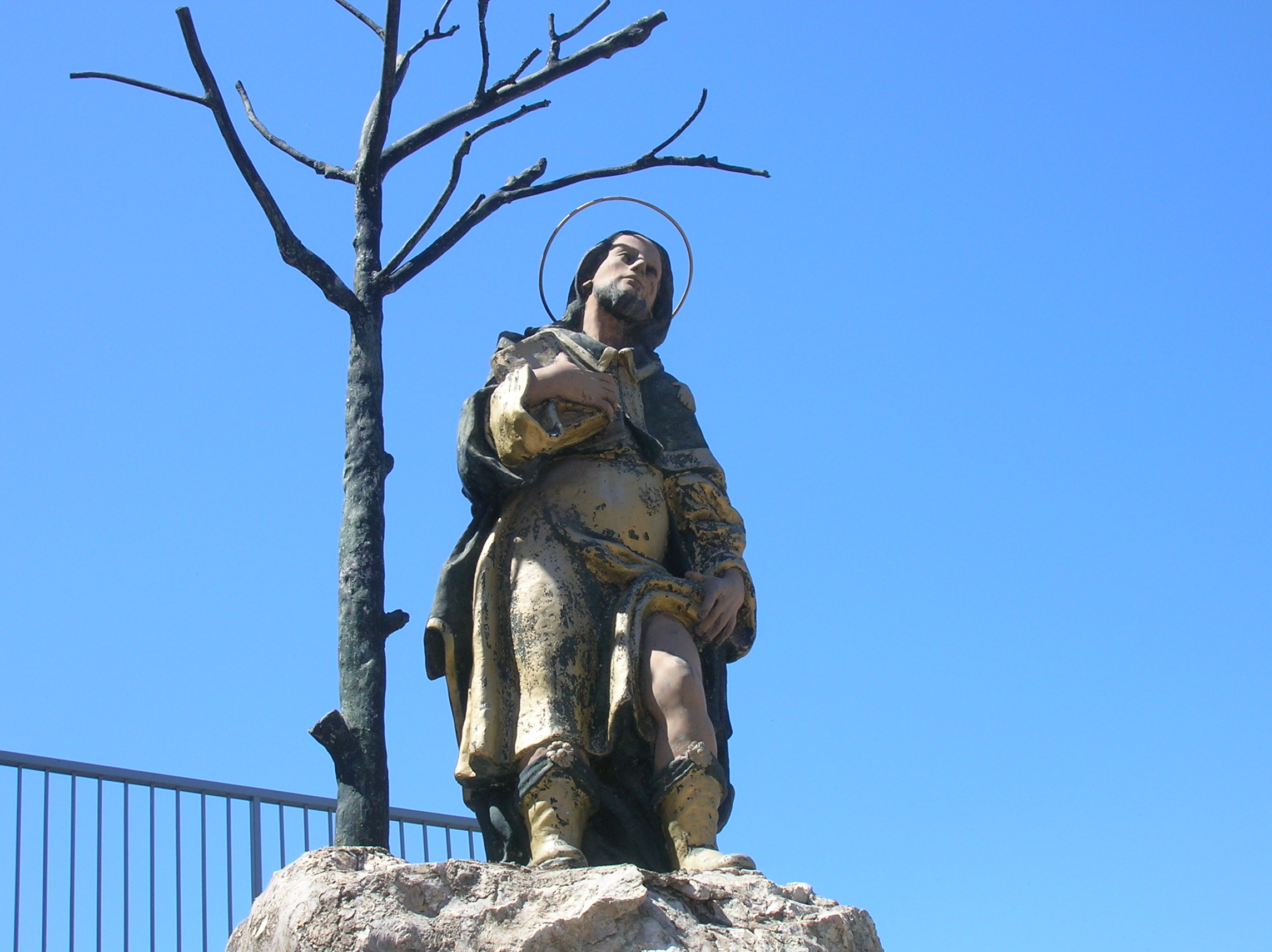
Statua di San Rocco, costruita nel 1969.
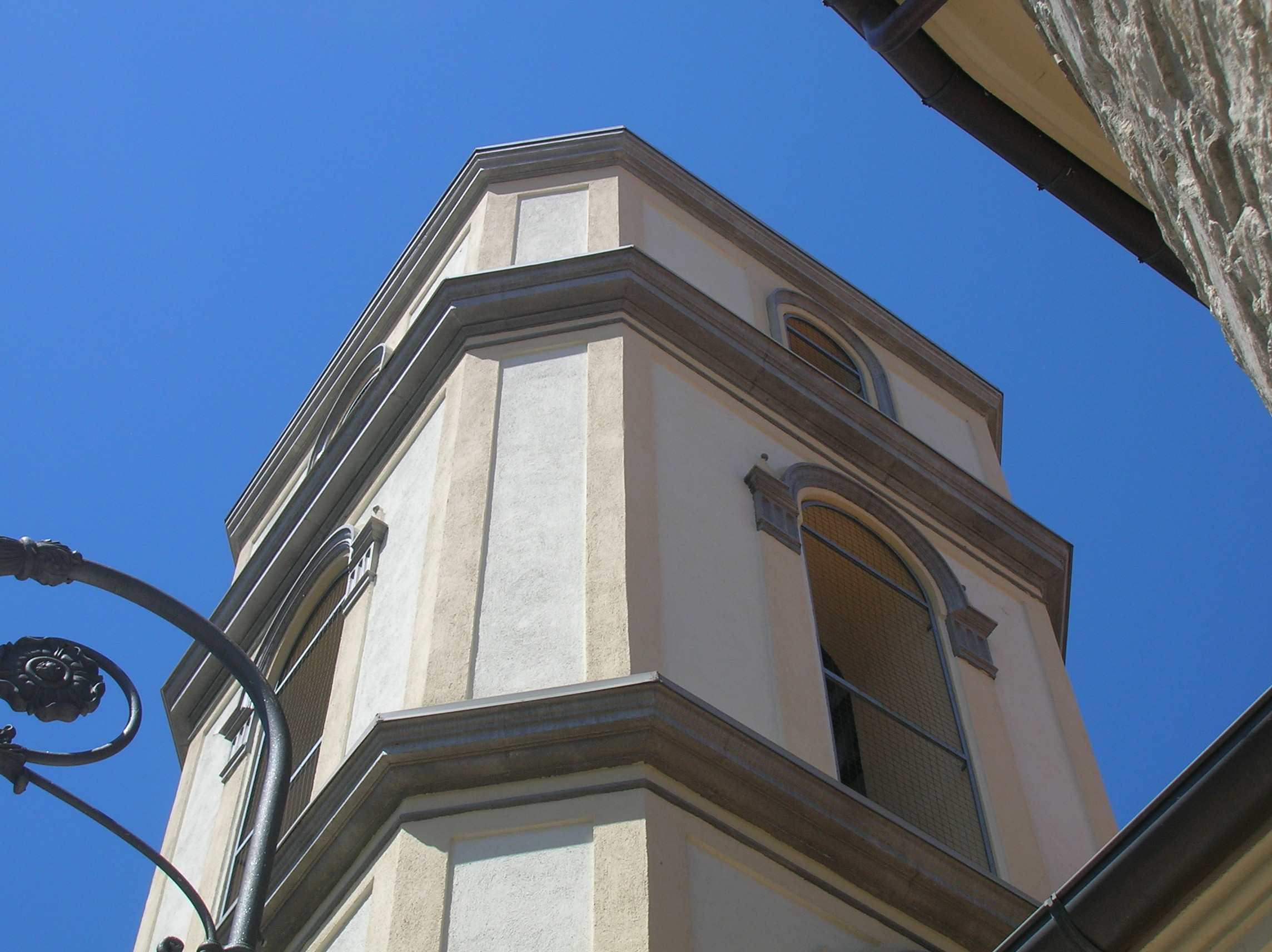
Campanile della chiesa di San Rocco visto dal basso.
Campanile della chiesa di San Rocco visto dalla distanza.
Altra visuale del campanile. Da notare le due cappelle in rilievo.
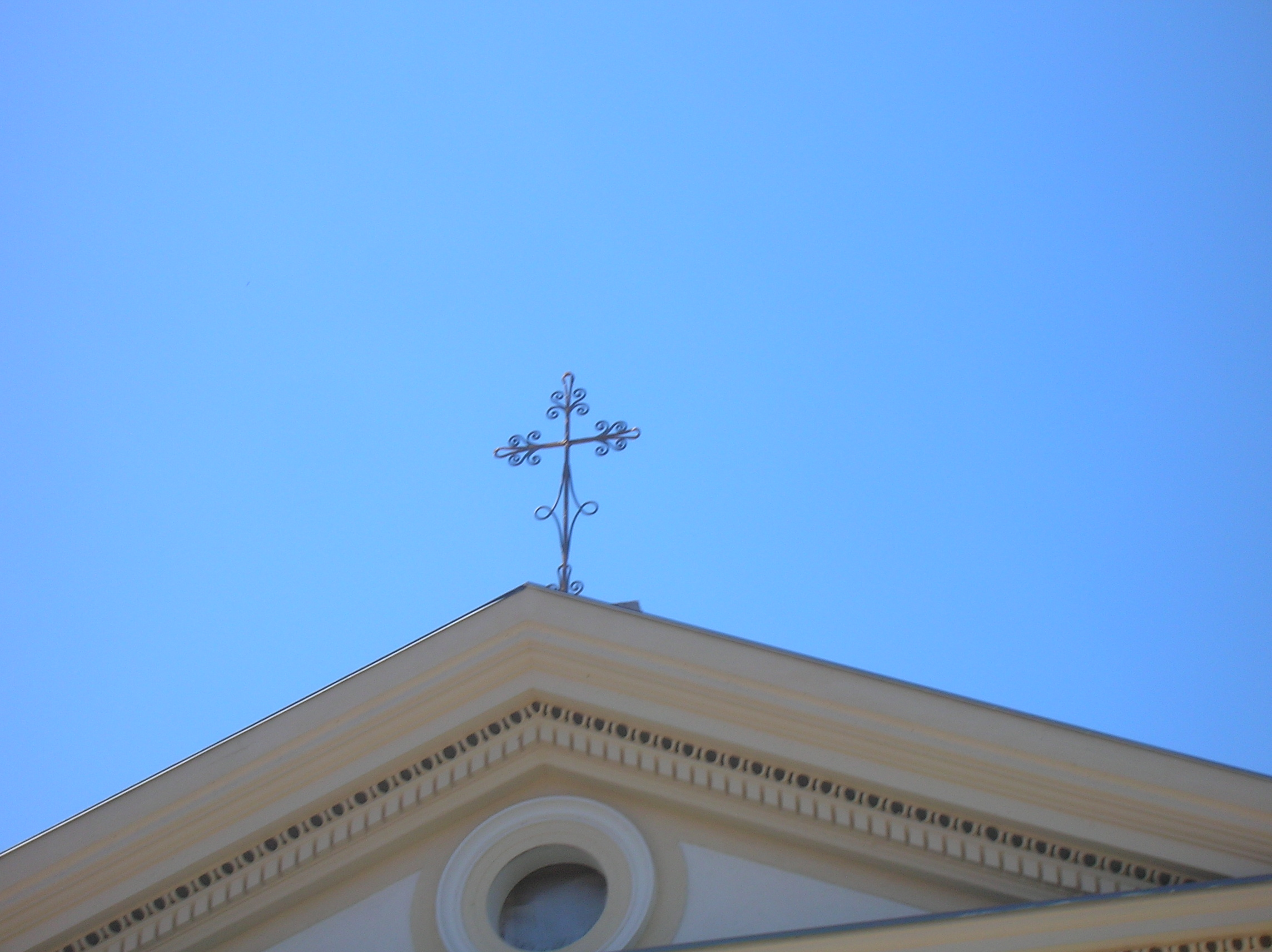
Croce sulla sommità della chiesa.
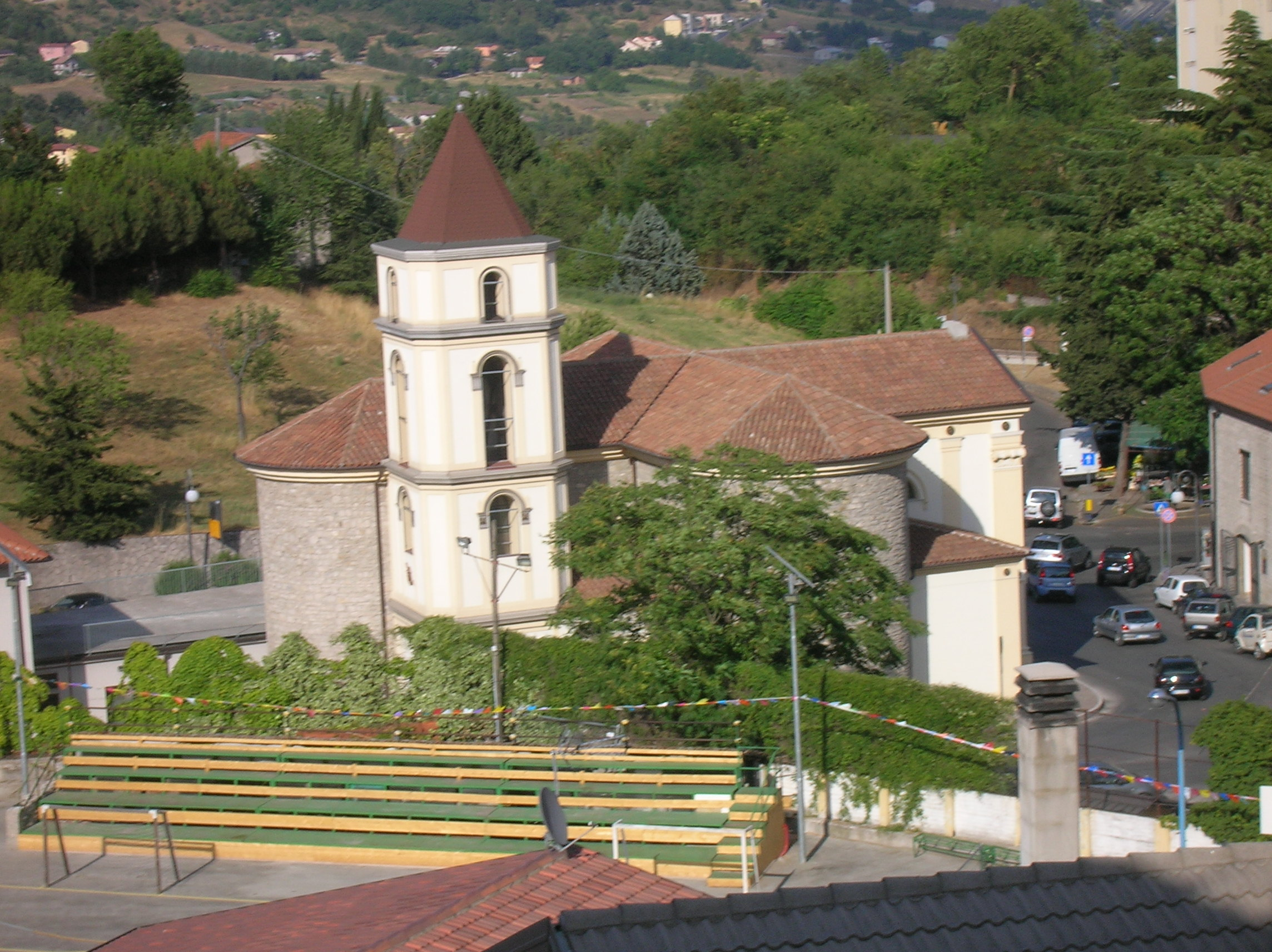
Ampia visuale della chiesa.